# Jacques Laffitte

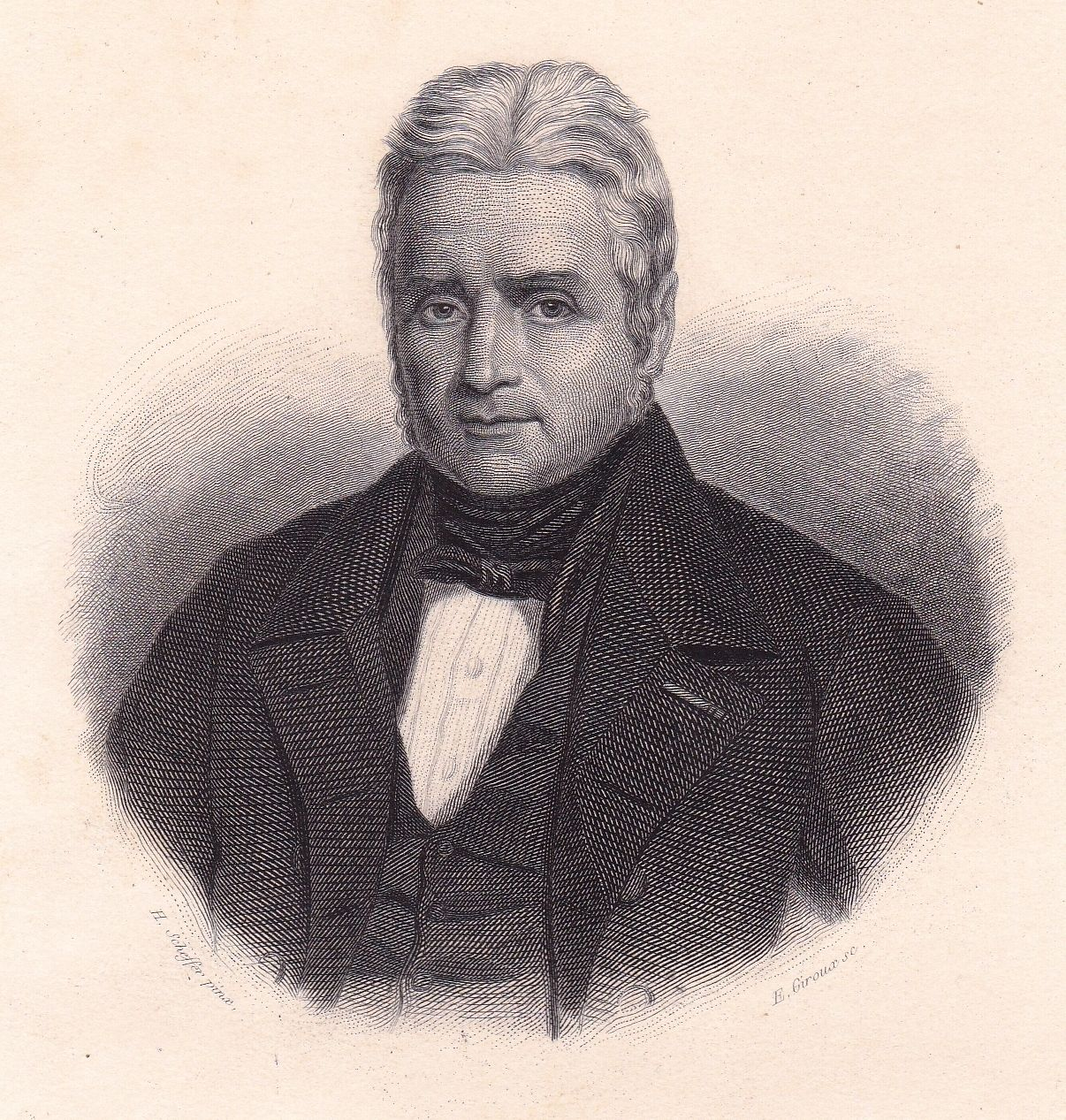
Jacques Laffitte

Jacques Laffitte (Bayonne, 24 oktober 1767 - Parijs, 26 mei 1844) was een Frans bankier en politicus.
Jacques Laffitte was de zoon van een timmerman. Hij werd later klerk bij de bankiersfirma Perregaux in Parijs. In 1800 werd hij partner en in 1804 nam hij de bank over van Perregaux. De bankersfirma Perregaux, Laffitte et Cie. werd een van de grootste banken van Europa. Jacques Laffitte werd in 1809 regent, daarna gouverneur van de Bank van Frankrijk (1814). In 1814 werd hij voorzitter van de Kamer van Koophandel. In datzelfde jaar stelde hij grote sommen geld ter beschikking aan de voorlopige regering en later, tijdens de "Honderd Dagen", aan koning Lodewijk XVIII. Vlak voordat Napoleon I Frankrijk voorgoed verliet, gaf hij voor vijf miljoen francs aan goud in bewaring bij Laffitte.
In plaats van de regering bij het geld op bank te laten komen, stelde hij twee miljoen francs ter beschikking om de schulden van het leger te dekken die waren gemaakt bij de Slag bij Waterloo.
Laffitte werd als liberaal in 1816 voor het département de Seine in de Kamer van Afgevaardigden gekozen. Als kamerlid voerde hij voornamelijk het woord over financiële zaken. Ondanks zijn liberalisme, werd hij door koning Lodewijk XVIII in de commissie voor publieke financiën gekozen.
In 1818 redde Laffitte Parijs van een financiële crisis omdat hij een groot aantal aandelen opkocht. Ondanks dit, werd hij het jaar daarop ontslagen als gouverneur van de Bank van Frankrijk. Waarschijnlijk had dit te maken met het feit dat hij de aanscherping van de perswet en de nieuwe kieswet sterk had veroordeeld. Deze laatste wet maakte het liberale kandidaten moeilijker om gekozen te worden. Nadien maakte Laffitte zich sterk voor een constitutionele monarchie en verzette hij zich tegen de absolutistische tendensen van de koningen Lodewijk XVIII, en met name zijn opvolger, Karel X. Laffitte sloot zich aan bij de aanhangers van de hertog van Orléans en in juli 1830, terwijl Laffitte als afgevaardigde in de Kamer van Afgevaardigden zat voor het département Bayonne, brak de Julirevolutie uit tegen het autocratisch bewind van koning Karel X. Laffitte's Parijse woning werd het hoofdkwartier van de revolutionairen. Koning Karel X trok haastig de gehate Juli Ordonnanties in en zond de graaf d'Argout naar Laffitte om het premierschap onder koning Karel X aan te bieden. Laffitte antwoordde hierop: "Het is te laat. Er is geen koning Karel X meer." Hij zorgde ervoor dat de hertog van Orléans, Lodewijk Filips, luitenant-generaal van het koninkrijk werd.
Na de Julirevolutie werd Laffitte voorzitter van de Kamer van Afgevaardigden (3 augustus) en in die functie nam hij op 9 augustus de grondwettelijke eed af van Lodewijk Filips, die daarna koning werd.
In oktober 1830 braken er ernstige ongeregeldheden uit in Parijs. Een revolutionaire massa nam een aantal ministers die onder koning Karel X gediend hadden gevangen en dreigden ze te doden. De revolutionairen riepen om een progressieve regering. De gematigde regering onder premier Victor, hertog de Broglie en waarin ook Guizot en Périer zitting hadden, trad af en een nieuw, progressief ministerie onder Laffitte trad aan (5 november). Naast het premierschap nam hij ook ministerie van Financiën onder zijn hoedde. Laffitte en zijn ministers wilden zowel orde als een tegemoetkoming aan de eisen van de massa. Uiteindelijk raakte het kabinet verdeeld en gebeurde er niets. Het waren de Kamer van Pairs (Kamer van Edelen) en de Nationale Garde die ingrepen. Zij wisten de gevangengenomen ex-ministers vrij te krijgen. Omdat het niet aan Laffitte te danken was dat de ex-ministers waren vrijgekomen, daalde zijn populariteit.
Na het debacle, probeerde Laffitte zijn populariteit te herwinnen. Hij bemoeide zich met revolutionairen in Italië en wilde Franse troepen sturen om hen te helpen de eenheid van Italië te bewerkstelligen. De Franse koning hield hem echter tegen. Kort daarna dienden de ministers Lafayette en Dupont de l'Eure hun ontslag in, hierdoor verzwakte het kabinet aanzienlijk. In Parijs bleef het onrustig en Laffitte slaagde er niet in de orde te herstellen. Koning Lodewijk Filips zag dat de macht van Laffitte ernstig was verzwakt en hoopte dat de man die hem koning had gemaakt spoedig zou aftreden. In maart 1830 diende hij uiteindelijk zijn ontslag in. Na zijn ontslag vroeg hij vergiffenis van God en het volk dat hij mee had geholpen Lodewijk Filips als koning in het zadel te helpen.
Na zijn aftreden was Jacques Laffitte op financieel en politiek gebied geruïneerd. Zijn bank ging in 1836 failliet, maar het jaar daarop stichtte hij een kredietbank (Banque Sociale) waarmee hij opnieuw rijk werd. Hij overleed in 1844. Na zijn dood ging de kredietbank in 1848 ter ziele.